# Chionea nivicola
Chionea nivicola är en tvåvingeart som beskrevs av Doane 1900. Chionea nivicola ingår i släktet Chionea och familjen småharkrankar. Inga underarter finns listade i Catalogue of Life.